# 王久良
王久良（1976年—）出生在山東省安丘市，是中國大陸的電影導演。

## 生平
王久良出生於中國大陸的農民家庭，靠著販賣行動電話和農作物賺取學費，直到26歲才至中國傳媒大學就讀學習。並憑著「垃圾圍城」攝影作品，在2009年廣東省連州國際攝影家年展上，獲得年度傑出藝術家金獎。

## 作品
- 2012年《垃圾圍城》
- 2017年《塑料王國》

## 外部連結
- 王久良在互联网电影资料库（IMDb）上的資料（英文）